# Cool Gardens
Cool Gardens es un libro de poesía del vocalista de la banda System of a Down, Serj Tankian. Fue publicado por MTV Books y fue lanzado el 1 de octubre de 2002. Se trata de una colección de siete a ocho años de reflexiones de Tankian en la vida, y cuenta con obras de arte de su compatriota, Sako Shahinian. La poesía, como las canciones de System of a Down, consisten en un reflejo de las sociedades y los errores de la gente. Retrata lo que se hace a sí mismos y al control que otros tratan de mantener sobre ellos. El libro ha recibido muchos elogios en la comunidad artística.
El poeta y músico Saul Williams registró los siguientes comentarios sobre el libro de Tankian:

Las palabras de Serj, como su voz, tienen una sensibilidad estética distinta conectada a un rugido inflexible, visceral de la pasión. Serj es un artista increíble, lleno de pasión, con un corazón hermoso que bombea la esencia de su visión y talento.

## Lista de poemas
| - Prenatal Familiarities - From Words To Portraits - Mer - Businessman vs. Homeless - A Metaphor? - Duty Free Fear - Day Or Night - Matter - The Count - Wet Flower - Mercury - City Of Blinds - Compassion - Brain Waves - Compliment - Rain - Subatomic Music - Days Inn - Partial Moons - Soil - The Void - Sun Bear - Kevorkian Patient's Plee - I Don't Want To Shower - Desystemization - Mix - Information - Silence - Tars - Nil - Reality The Beautiful - Jeffrey, Are You Listening? - Freezing - Pen - Fermented Husbands - Artco. - Indentured Servitude - Dawn - Conquer? - Circus Tiger - Friik - PsychiatryPsychiatry - Orange Light - Words Of A Madman - My Words | - Misunderstood Rose - Defeatism - Children - Prop. 192 - Child's Man - I Am My Woman - Overload - Time For Bed - Am - Identity - Permanently Plucked - Shine - Now - Self Elimination - New Ear - Dr. Trance - Puzzle - Death - A Mess - Felix The Cat - Revolution - A Letter To Congress - Data - Minute Horizons - Art - Primrose - Touche' - Life Savers - Nations - One Word - Lighter - Addiction - 12 Lives - House Of Flies - Cat Naps - Culture - NYC - I Am Ready - Her Eye - Edge Of A Sink - I'm Erica - First Entry - Flux |